# Achtkarspelen
 Achtkarspelen es un municipio localizado al este de la provincia de Frisia en los Países Bajos. En 2012 tenía una población de 28.099 habitantes distribuidos en una superficie de 103,99 km², de los que 1,38 km² están ocupados por el agua, con una densidad de 274 h/km².
El municipio cuenta con 11 núcleos de población (aldeas), cuyo nombre oficial es el holandés. En la Edad Media  Achtkarspelen pertenecía al obispado de Münster, en Alemania, a diferencia del resto de la provincia de Frisia, que dependía del obispo de Utrecht. Se convirtió en municipio en 1851 merced a la ley municipal de Johan Rudolph Thorbecke.

## Galería

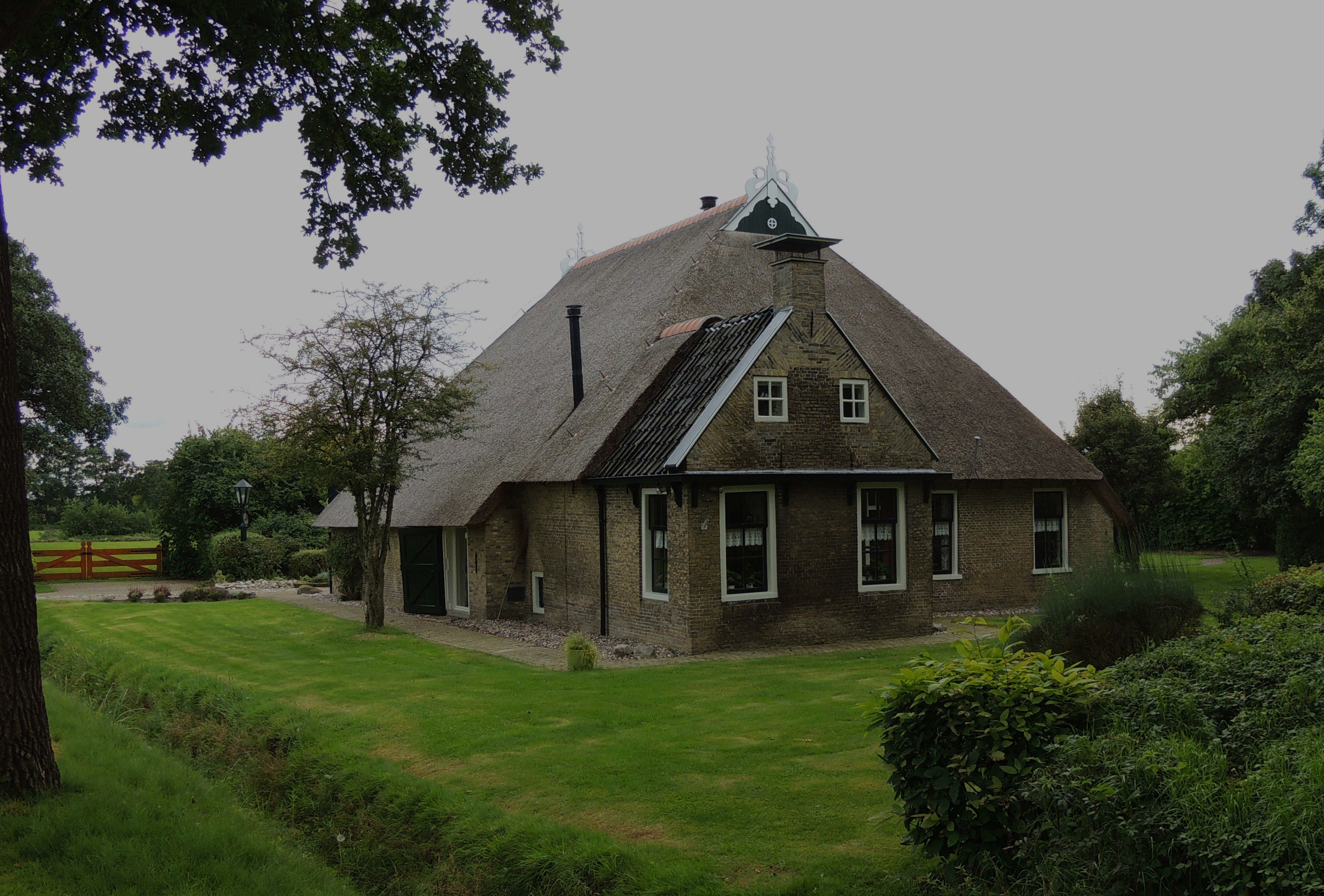
Augustinusga
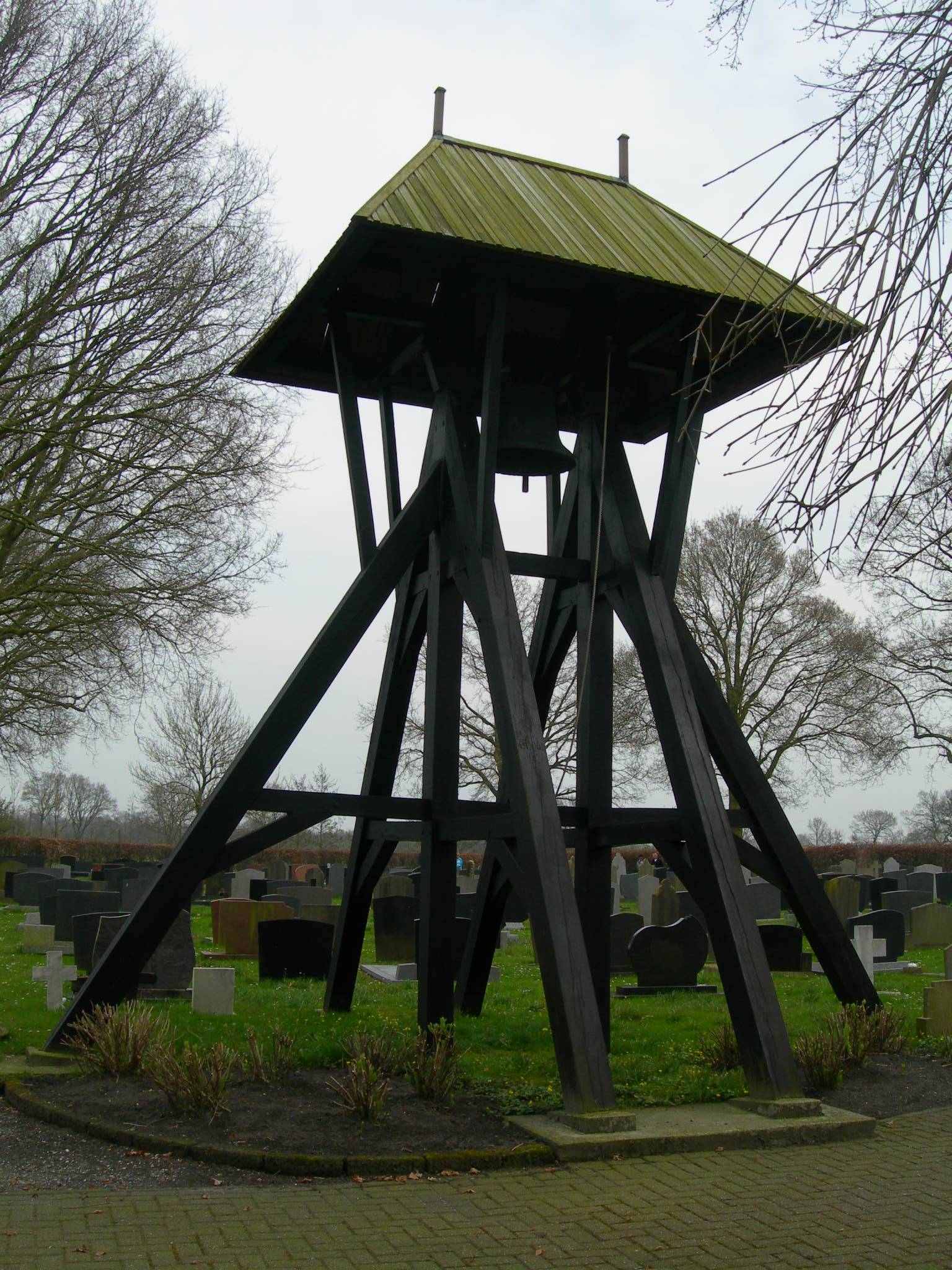
Drogeham, campanario
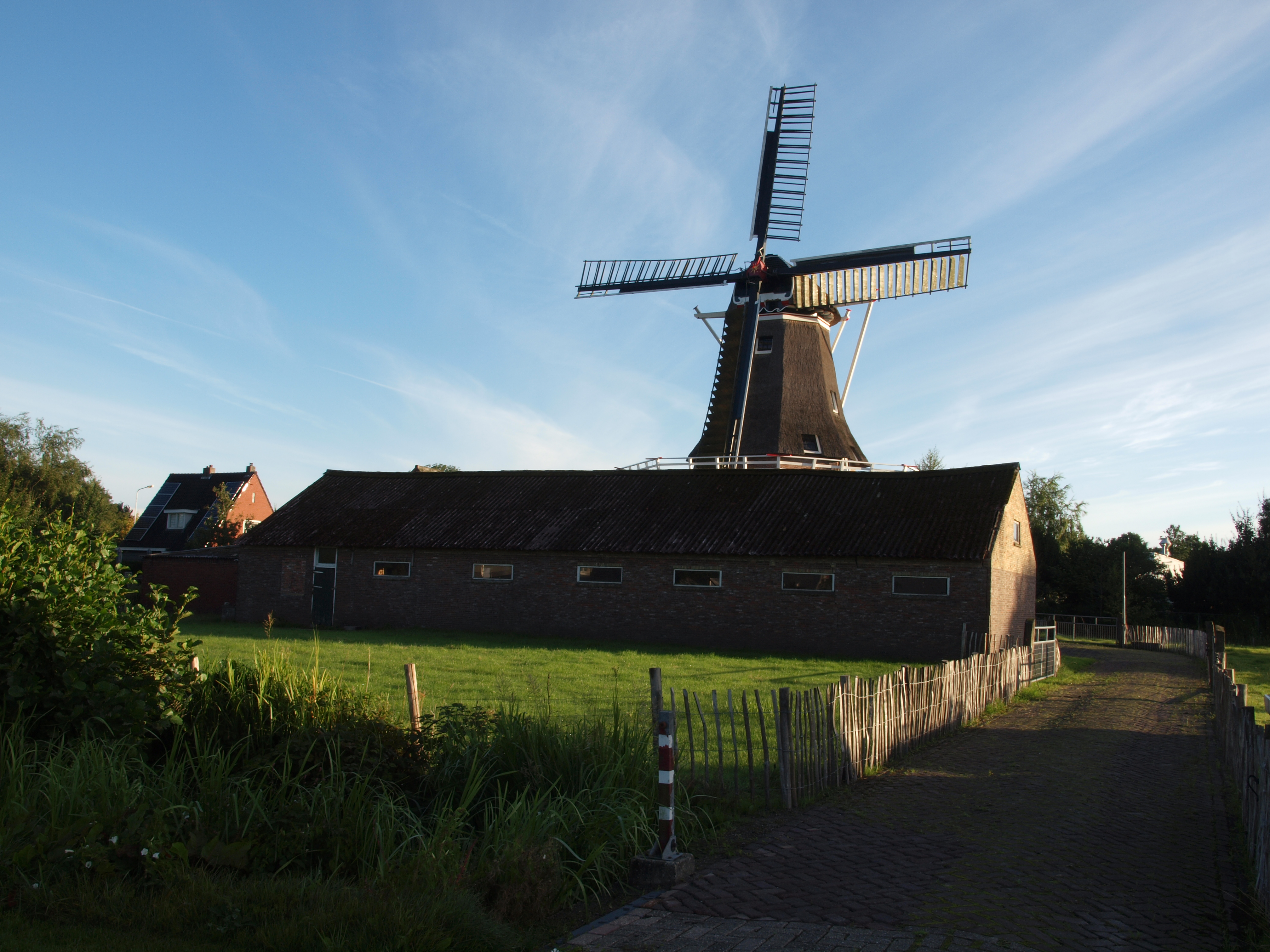
Surhuisterveen
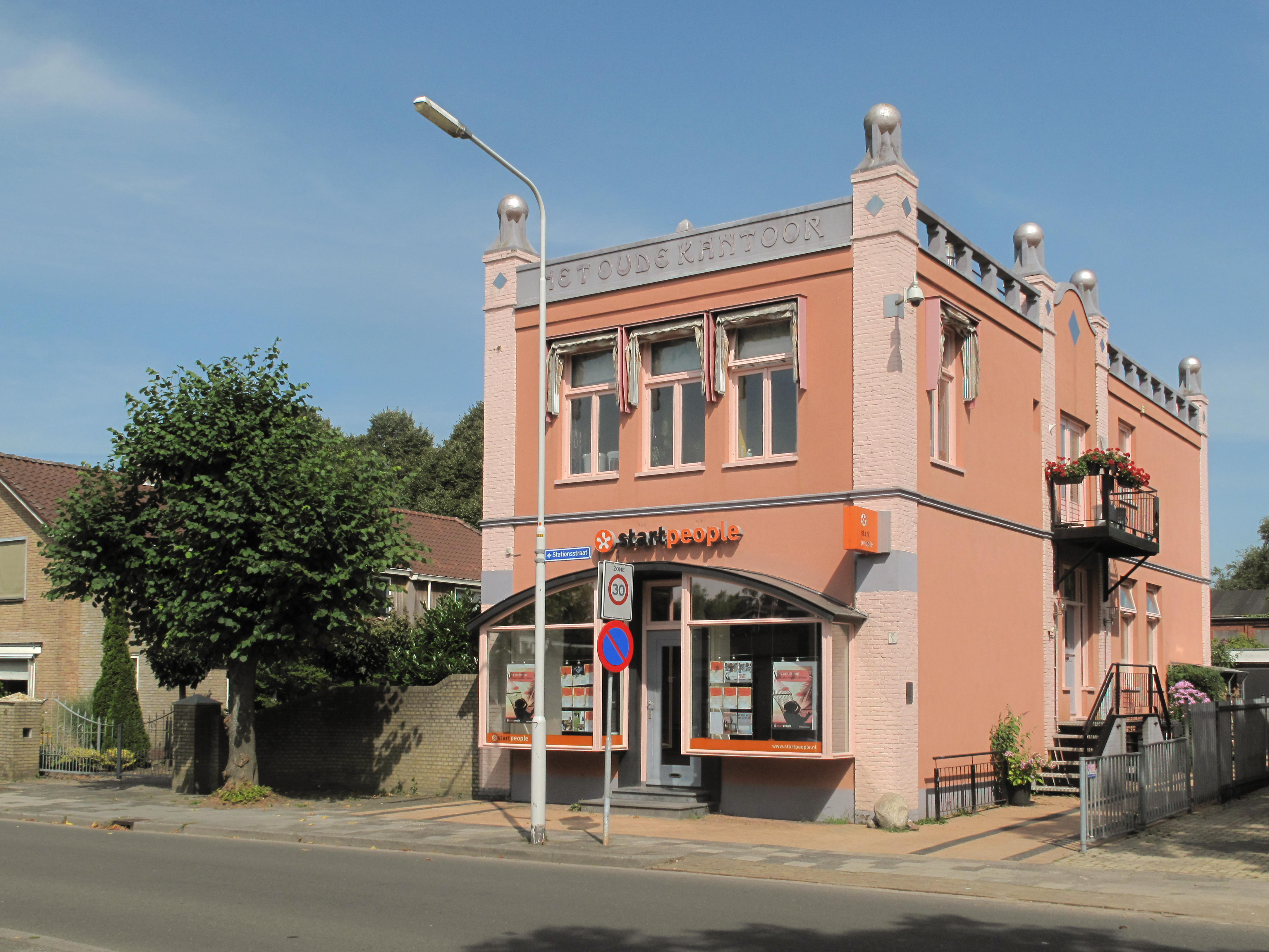
Buitenpost, la agencia de empleo